# Мецано (Кјети)
Мецано (итал. Mezzano) је насеље у Италији у округу Кјети, региону Абруцо.
Према процени из 2011. у насељу је живело 55 становника. Насеље се налази на надморској висини од 75 м.